# Travúnia

Mapa da Travúnia

A Travúnia ou Trebúnia (em servo-croata: Травунија ou Травуња, Travunija, Travunja; em latim, Terbounia) é uma antiga região da Sérvia medieval, atualmente dividida entre o leste da Herzegovina e o sul da Dalmácia (parte da Croácia), em torno de Trebinje.

## Lista de soberanos
- Beloje (Bela ou Belóie)
- Krajina (Craína) c. 850
- Hvalimir I
- Tišimir Belić (Tishimir Belitsch)
- Cucimir (Tsutsimir)
- Pedro (Predimir), príncipe da Dóclea e Travúnia, c.900
- Petrislau, príncipe da Dóclea e Travúnia 971-990
- São João Vladimir, príncipe da Dóclea e Travúnia, c.990-22 de maio de 1016
- Príncipe Dragomir (1016-1018)
- Estêvão Dobroslau I Venceslau, príncipe da Dóclea, 1034-c.1050
- Grão-Príncipe, Rei Miguel Venceslau da Dóclea, c.1050-1081
- Rei Constantino Bodino 1081-1101
- reis irmãos Dobroslau II e Miguel da Dóclea, 1101-1102
- Rei Dobroslau III da Dóclea, 1102
- Rei Kočapar da Dóclea, 1102-1103
- Rei Vladimir da Dóclea, 1103-1114
- Rei Jorge da Dóclea, 1114-1118
- Príncipe Grubeša da Dóclea e Antivari, 1118-1125
- Rei Jorge da Dóclea, 1125 - 1131 (restaurado)
- Rei Gradihna 1131-1148
- Príncipe Radoslai 1146-1148/1162
- Príncipe Dessa da Ráscia, 1148-1162